# تيتوس ديفيس
تيتوس ديفيس (بالإنجليزية: Titus Davis)‏ هو لاعب كرة قدم أمريكية أمريكي، ولد في 3 يناير 1993 في ويتون في الولايات المتحدة.

## وصلات خارجية
- تيتوس ديفيس على موقع مرجع كرة القدم المحترفة.كوم (الإنجليزية)